# Ciclo del combustibile nucleare

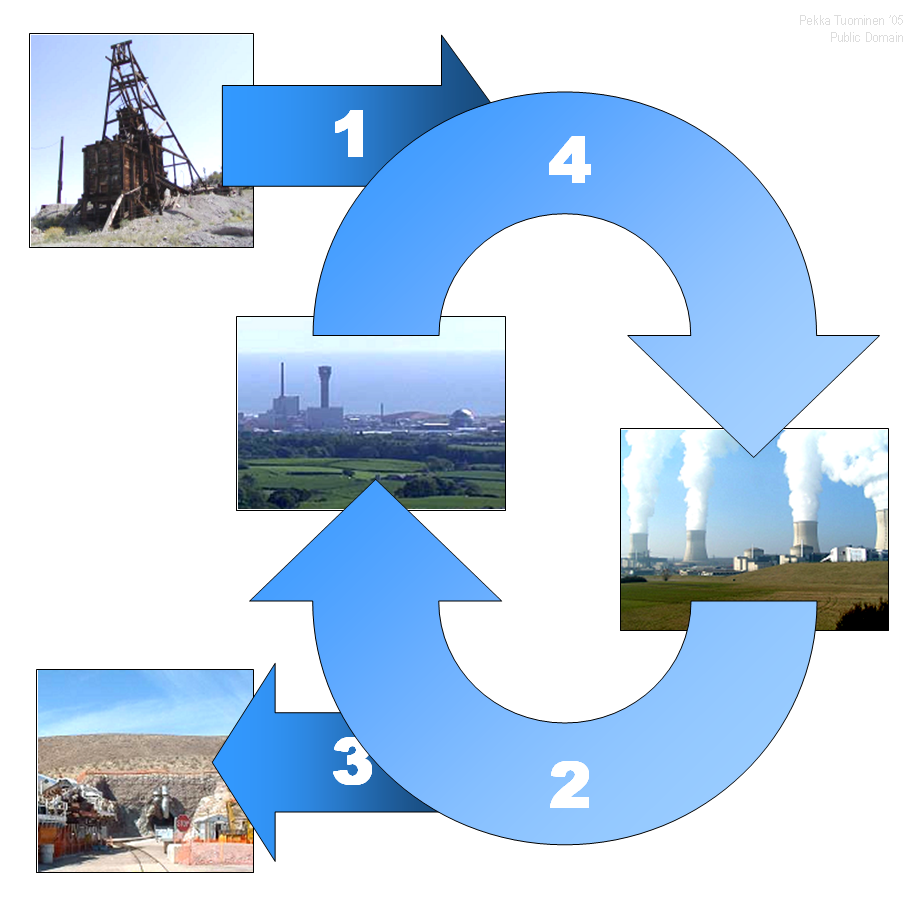
Il ciclo del combustibile nucleare inizia con l'estrazione mineraria dell'uranio, l'arricchimento e la produzione del combustibile che viene utilizzato in una centrale nucleare (1). Il combustibile esausto può essere riciclato inviandolo in un impianto di riprocessamento (2) oppure smaltito in depositi geologici (3). Il combustibile riprocessato può essere nuovamente utilizzato da una centrale nucleare (4).

 Il ciclo del combustibile nucleare, chiamato anche catena del combustibile nucleare, è il processo che segue il combustibile nucleare dall'estrazione mineraria allo smaltimento come combustibile esaurito. Il ciclo comincia con il front end, che consiste nella preparazione del combustibile, cui segue il service period, in cui il combustibile è impiegato nei reattori e finisce con il back end che consiste nelle operazioni necessarie a rendere il combustibile sicuro ed eventualmente le fasi per essere riprocessato.

## Concetti di base
L'energia nucleare è basata sulle reazioni a catena che possono essere sostenute dai cosiddetti materiali fissili attraverso i neutroni. Noti materiali di questo tipo sono il plutonio e l'uranio. La maggior parte dei reattori nucleari utilizza un moderatore per diminuire l'energia cinetica dei neutroni ed aumentare la probabilità che la fissione avvenga. Questo permette ai reattori di utilizzare materiali con una concentrazione molto minore di isotopi fissili rispetto alle armi nucleari. Acqua pesante e grafite sono i moderatori più efficaci, poiché rallentano i neutroni prodotti dalle collisioni senza assorbirli. I reattori che usano grafite o acqua pesante come moderatore possono operare usando uranio naturale.
Reattori che utilizzano acqua leggera (H2O) richiedono combustibile arricchito di isotopi fissili, tipicamente uranio arricchito con il 3-5% dell'isotopo meno comune uranio-235, il solo isotopo fissile che si ritrova in quantità significative in natura. Un'alternativa a questo combustibile a base di uranio a basso arricchimento (LEU, low enriched uranium) è l'utilizzo di combustibile ossido misto (MOX) prodotto miscelando plutonio con uranio naturale o arricchito. Un altro tipo di combustibile MOX è ottenuto miscelando LEU con torio, generando l'isotopo fissile U-233. Sia plutonio che U-233 sono prodotti dall'assorbimento di neutroni irradiando materiale fertile in un reattore, in particolare, rispettivamente, il comune isotopo dell'uranio U-238 e torio, e possono essere separati dai combustibili esausti contenenti uranio e plutonio in impianti di riprocessamento.
Alcuni reattori non fanno uso di moderatori per rallentare i neutroni. Come le armi nucleari, che utilizzano anch'esse neutroni non moderati o "veloci", questi reattori a neutroni veloci richiedono concentrazioni maggiormente elevate di isotopi fissili per potere sostenere una reazione a catena. Essi sono anche in grado di produrre isotopi fissili da materiale fertile; un reattore autofertilizzante è un tipo di reattore che in questo modo genera più materiale fissile di quanto ne consuma.
Durante la reazione nucleare all'interno di un reattore, gli isotopi fissili nel combustile nucleare vengono consumati, producendo i prodotti di fissione, la maggior parte dei quali sono considerati scorie radioattive. L'aumento di prodotti di fissione e il consumo di isotopi fissili infine bloccano la reazione nucleare, facendo diventare il combustibile un combustibile esausto. Quando viene utilizzato uranio a basso arricchimento, il combustibile esausto consiste approssimativamente nell'1% di U-235, 94% di U-238, 1% di plutonio e 4% di prodotti di fissione. Il combustibile esausto e altri rifiuti ad elevata radioattività sono estremamente pericolosi, sebbene i reattori nucleari producono volumi relativamente piccoli di rifiuti in confronto alle altre centrali elettriche a causa della elevata densità energetica del combustibile nucleare. La gestione sicura di questi sottoprodotti di una centrale nucleare, incluso il deposito e la sistemazione, rappresenta una difficoltà per qualsiasi nazione che ricorre alle centrali nucleari.

## Front end

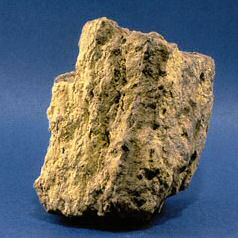
1 Minerale di uranio - la materia prima principale del combustibile nucleare
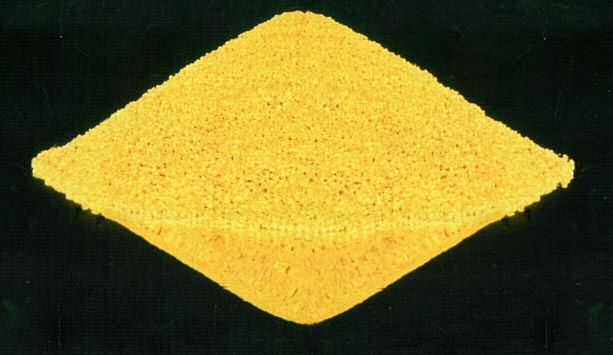
2 Yellowcake - la forma in cui l'uranio viene trasportato a un impianto di conversione
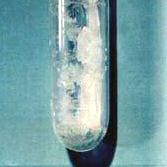
3 UF6 - usato nell'arricchimento
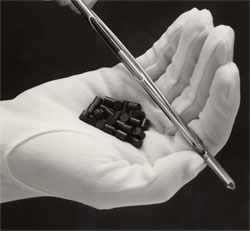
4 Combustibile nucleare - un solido compatto, inerte, insolubile

### Esplorazione
Un deposito di uranio, come quello di uraninite, scoperto attraverso tecniche geofisiche, viene sottoposto a valutazione e si determina la quantità di materiali contenenti uranio che sono estraibili dal deposito a prezzi specificati. Le riserve di uranio sono le quantità di minerale che si stima di recuperare ai costi stabiliti. In natura l'uranio consiste principalmente in due isotopi, U-238 e U-235. I numeri si riferiscono al numero di massa atomica per ciascun isotopo, ovvero il numero di protoni e neutroni presenti nel nucleo atomico. L'uranio presente in natura consiste approssimativamente nel 99,28% di U-238 e nel 0,71% di U-235. Il nucleo atomico di U-235 darà quasi sempre la fissione quando colpito da un neutrone libero, e l'isotopo viene perciò definito isotopo "fissile". Il nucleo di un atomo di U-238 d'altra parte, piuttosto che dare fissione quando colpito da un neutrone libero, assorbirà quasi sempre un neutrone producendo l'isotopo U-239. Questo isotopo subisce quindi un decadimento radioattivo naturale producendo Pu-239 che, similmente a U-235, è un isotopo fissile. Gli atomi di U-238 vengono definiti "fertili" in quanto, bombardando il loro nucleo con neutroni, sono in grado di fornire l'isotopo fissile Pu-239.

### Estrazione mineraria
Il minerale di uranio può essere estratto attraverso estrazione convenzionale in pozzo aperto e metodi sotterranei simili a quelli utilizzati per estrarre altri metalli. Negli Stati Uniti si utilizzano anche metodi di estrazione per lisciviazione in situ per estrarre l'uranio. In questa tecnologia, l'uranio viene lisciviato dal minerale presente nel luogo attraverso una serie di sorgenti regolarmente distanziate ed è quindi recuperato dalla soluzione di lisciviazione in un impianto posto in superficie. I minerali di uranio negli Stati Uniti hanno tipicamente un contenuto di ossido di uranio (U3O8) variabile dallo 0,05% allo 0,3%. Alcuni depositi di uranio presenti in altre nazioni hanno un maggiore contenuto dell'elemento e sono anche più grandi rispetto ai depositi statunitensi. Negli Stati Uniti l'uranio è presente anche in quantità basse (da 50 a 200 parti per milione) in alcuni depositi di fosfati di origine marina. Dato che quantità molto grandi di rocce fosfatiche vengono estratte per produrre acido fosforico, sebbene presente in concentrazioni molto basse, l'uranio può essere recuperato in modo economico all'interno di questo processo produttivo.

### Macinazione
I minerali di uranio estratti normalmente sono trattati macinandoli fino a ottenere particelle di dimensioni uniformi e quindi si procede trattando il minerale per estrarre l'uranio attraverso lisciviazione chimica. Il processo di macinazione comunemente produce un materiale sotto forma di polvere essiccata che consiste di uranio naturale, "yellowcake", che viene venduta sul mercato dell'uranio come U3O8.

### Conversione dell'uranio
L'ossido di uranio macinato, U3O8, deve essere convertito in esafluoruro di uranio, UF6, il quale rappresenta la forma richiesta dalla maggior parte degli impianti di arricchimento dell'uranio commerciali attualmente in uso. La prima fase di questo processo si basa sulla produzione di nitrato di uranile, UO2(NO3)2, di elevata purezza (> 99,95 %). Successivamente vengono attuati una serie di procedimenti chimici (precipitazione, calcinazione, riduzione, fluorurazione e ossidazione) per ottenere l'esafluoruro di uranio. L'esafluoruro di uranio, un composto solido a temperatura ambiente, può essere convertito in forma gassosa alla temperatura di 57 °C. Il prodotto della conversione dell'esafluoruro di uranio contiene solamente uranio naturale, non arricchito.
L'octaossido di triuranio (U3O8) viene inoltre convertito direttamente a diossido di uranio (UO2) di grado ceramico per l'utilizzo in reattori che non richiedono combustibile arricchito, come nel caso dei CANDU. I volumi di materiale direttamente convertito a UO2 sono tipicamente piuttosto piccoli in confronto alle quantità convertite in UF6.

### Arricchimento
La concentrazione dell'isotopo fissile, U-235 (lo 0,71% nell'uranio naturale) è minore di quella richiesta per sostenere una reazione nucleare a catena in un reattore ad acqua leggera. L'esafluoruro di uranio (UF6) deve essere quindi arricchito in isotopo fissile per potere essere utilizzato come combustibile nucleare. I differenti livelli di arricchimento richiesti per una particolare applicazione del combustibile nucleare sono specificati dal cliente: il combustibile per un reattore ad acqua leggera normalmente è arricchito al 3,5% di U-235, ma viene richiesto anche l'uranio arricchito a concentrazioni inferiori. L'arricchimento viene realizzato utilizzando uno o più metodi di separazione degli isotopi. La diffusione gassosa e la centrifuga a gas rappresentano le tecnologie comunemente utilizzate per l'arricchimento dell'uranio, ma attualmente si stanno sviluppando nuove tecnologie di arricchimento.
Il principale sottoprodotto (96%) dell'arricchimento è l'uranio impoverito, che può essere utilizzato per costruire corazze, proiettili APFSDS, schermi per la radioprotezione e zavorre. Enormi quantità di uranio impoverito vengono immagazzinate. Il solo Dipartimento dell'Energia degli Stati Uniti d'America ne possiede poco meno di 700.000 tonnellate. Circa il 95% dell'uranio impoverito viene conservato sotto forma di UF6.
I reattori ad acqua pesante, come nel caso dei CANDU, beneficiano di un bilancio di neutroni che consente di utilizzare uranio naturale evitando quindi di ricorrere alla fase di arricchimento.

### Fabbricazione del combustibile
Per l'utilizzo come combustibile nucleare, l'esafluoruro di uranio arricchito viene convertito in polvere di diossido di uranio (UO2) che viene quindi trasformata in forma di pellet. Il pellet viene quindi cotto in un forno di sinterizzazione ad elevata temperatura per creare dei pellet duri e ceramici di uranio arricchito. I pellet cilindrici subiscono successivamente un processo di macinazione per ottenere un pellet di dimensione uniforme. I pellet vengono ammassati, secondo le specifiche di progettazione di ciascun nocciolo del reattore nucleare, in tubi di lega metallica resistente alla corrosione. I tubi sono sigillati per contenere i pellet di combustibile: questi tubi costituiscono le barre di combustibile. Le barre di combustibile finite vengono raggruppate in speciali assemblaggi di combustibile che sono successivamente utilizzati per costruire il combustibile nucleare del nocciolo di un reattore.
Il metallo usato per i tubi dipende dal modello del reattore. L'acciaio inossidabile è stato utilizzato in passato, ma la maggior parte dei reattori utilizza attualmente lo zirconio. Per i tipi di reattori più comuni, i reattori ad acqua bollente (BWR) e i reattori ad acqua pressurizzata (PWR), i tubi sono assemblati in fasci con i tubi disposti a una precisa distanza fra loro. A questi fasci viene quindi assegnato un numero di identificazione univoco, che consente la loro tracciabilità dalla produzione fino all'utilizzo e lo smaltimento.

## Service period

### Trasporto di materiali radioattivi
Il trasporto è una parte integrante del ciclo del combustibile nucleare. Esistono reattori nucleari operativi in diverse nazioni ma l'estrazione mineraria dell'uranio è attuabile solamente in poche aree. Inoltre, nel corso di oltre quarant'anni di attività del settore nucleare, sono state sviluppate in varie località di tutto il mondo un certo numero di strutture specializzate per fornire servizi al ciclo del combustibile nucleare e vi è la necessità di trasportare materiali nucleari in entrata e in uscita da queste strutture. La maggior parte dei trasporti inerenti al materiale del combustibile nucleare avvengono tra le varie fasi del ciclo, ma occasionalmente tale materiale può essere trasportato tra strutture simili. Con alcune eccezioni, i materiali del ciclo del combustibile nucleare vengono trasportati in forma solida, con l'eccezione dell'esafluoruro di uranio (UF6) che è considerato un gas. La maggior parte del materiale utilizzato nel combustibile nucleare viene trasportato diverse volte durante il ciclo. I trasporti sono frequentemente a livello internazionale, e sono spesso su grandi distanze. I materiali nucleari vengono generalmente trasportati da ditte di trasporto specializzate.
Dato che i materiali nucleari sono radioattivi, è importante garantire la limitata esposizione alle radiazioni sia a tutti coloro che sono implicati nel trasporto di tali materiali che alla popolazione lungo le vie di trasporto. L'imballaggio per i materiali nucleari include, dove appropriato, lo schermaggio per ridurre la potenziale esposizione alle radiazioni. Nel caso di alcuni materiali, come l'uranio combustibile fresco, i livelli di radiazione sono trascurabili e non è richiesto alcuno schermaggio. Altri materiali, come il combustibile esausto e le scorie, sono altamente radioattivi e richiedono un trattamento speciale. Per limitare i rischi legati al trasporto di materiali altamente radioattivi, vengono utilizzati appositi barili progettati per mantenere l'integrità nelle condizioni normali di trasporto e durante le condizioni di un ipotetico incidente.

### Gestione del combustibile nel nocciolo
Il nocciolo del reattore nucleare è costituito da poche centinaia di "assemblaggi", disposti in un assetto regolare di celle, con ciascuna cella formata da una barra di combustibile o di controllo circondata, nella maggior parte dei casi, da un moderatore e da un liquido refrigerante, che è rappresentato dall'acqua nella maggior parte dei reattori.
A causa del processo di fissione che consuma i combustibili, le barre di combustibile vecchie devono essere periodicamente cambiate con barre fresche (questo periodo è chiamato ciclo). Tuttavia, solo una parte degli assemblaggi (tipicamente un terzo) viene rimossa dato che l'esaurimento del combustibile non è spazialmente uniforme. Inoltre, non è una buona prassi, per ragioni di efficienza, collocare i nuovi assemblaggi esattamente nella posizione di quelli rimossi. Persino i fasci della stessa età possono avere differenti livelli di consumo, in dipendenza dalle loro differenti posizioni nel nocciolo. Perciò i fasci disponibili devono essere disposti in modo tale che la resa risulti massimizzata, soddisfacendo nel contempo le restrizioni di sicurezza e i vincoli operativi. Conseguentemente gli operatori dei reattori si trovano di fronte al cosiddetto "problema del ricarico ottimale di combustibile", il quale consiste nell'ottimizzare il riassetto di tutti gli assemblaggi, quelli freschi e quelli vecchi, massimizzando al contempo la reattività del nocciolo del reattore in modo da aumentare al massimo il consumo di combustibile e minimizzare i costi del ciclo del combustibile.
Questo è un problema di ottimizzazione discreta impossibile da risolvere computazionalmente con gli attuali metodi combinatori, a causa dell'enorme numero di permutazioni e la complessità di ciascun calcolo. Per risolverlo sono stati proposti molti metodi numerici e sono stati realizzati molti pacchetti software commerciali per supportare la gestione del combustibile. Questa è una questione tuttora aperta nella conduzione di un reattore, dato che non è stata trovata alcuna soluzione definitiva a questo problema e gli operatori usano una combinazione di tecniche computazionali ed empiriche per gestire questo problema.

### Lo studio del combustibile usato

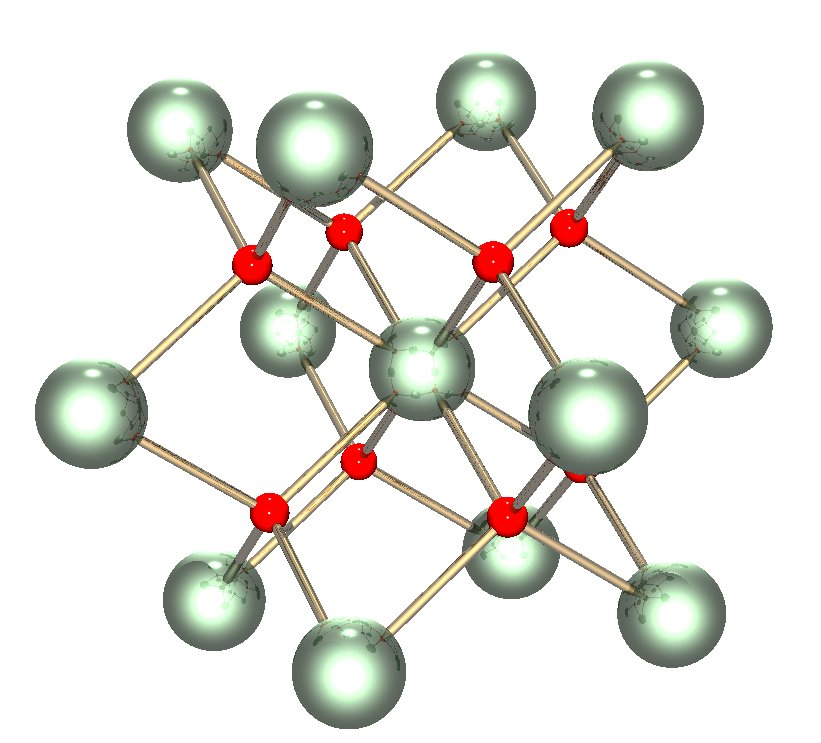
Struttura del diossido di uranio allo stato solido, gli atomi di ossigeno sono indicati in verde e gli atomi di uranio in rosso

Il combustibile nucleare usato è studiato nell'esame post irradiazione, dove il combustibile usato viene esaminato per avere maggiori informazioni sui processi che avvengono nel combustibile durante l'utilizzo, e come questi potrebbero alterare l'esito di un incidente. Per esempio, durante il normale utilizzo, il combustibile si espande a causa dell'espansione termica, il che può causare crepe. La maggior parte del combustibile nucleare è diossido di uranio, che è un solido cubico con una struttura simile a quella del fluoruro di calcio. Nel combustibile usato la struttura allo stato solido della maggior parte del solido rimane la stessa di quella del biossido di uranio puro cubico. SIMFUEL è il nome dato al combustibile esausto simulato che si ottiene mescolando ossidi metallici finemente macinati, macinando come un impasto, essiccando a spruzzo prima del riscaldamento in idrogeno/argon a 1650 °C. Nel SIMFUEL, il 4,1% del volume del solido è nella forma di nanoparticelle metalliche costituite da molibdeno, rutenio, rodio e palladio. La maggior parte di queste particelle metalliche sono della fase ε (esagonale) della lega Mo-Ru-Rh-Pd, mentre sono state trovate quantità più piccole delle fasi α (cubica) e σ (tetragonale) di questi metalli nel SIMFUEL. All'interno del SIMFUEL è presente anche una fase cubica della perovskite rappresentata dallo zirconiato di bario e stronzio (BaxSr1-xZrO3).
Il diossido di uranio è insolubile in acqua, ma dopo l'ossidazione può essere convertito in triossido di uranio o in un altro composto dell'uranio(VI) che è molto più solubile. Il diossido di uranio (UO2) può essere ossidato a un ossido iperstechiometrico ricco di ossigeno (UO2+x) che può essere ulteriormente ossidato a U4O9, U3O7, U3O8 e UO3·2H2O.
Poiché il combustibile usato contiene emettitori alfa (plutonio e altri attinidi minori), è stato indagato l'effetto dell'aggiunta di un alfa emettitore (238Pu) al diossido di uranio sul dilavamento dell'ossido. Per l'ossido frantumato, l'aggiunta di 238Pu tende ad aumentare la velocità di dilavamento, ma aggiungendo dallo 0,1 al 10% di 238Pu la differenza nella velocità di dilavamento si è dimostrata essere molto piccola.
La concentrazione di carbonato nell'acqua che è in contatto con il combustibile usato ha un considerevole effetto sul tasso di corrosione, dato che l'uranio(VI) forma dei complessi carbonato anionici e solubili come [UO2(CO3)2]2- e [UO2(CO3)3]4-. Quando gli ioni carbonato sono assenti, e il pH dell'acqua non è fortemente acido, i composti dell'uranio esavalente che si formano per ossidazione del diossido di uranio spesso formano fasi insolubili di triossido di uranio idratato.
Attraverso lo sputtering, utilizzando uranio e una miscela gassosa argon/ossigeno, è possibile depositare film sottili di diossido di uranio su superfici di oro. Queste superfici di oro modificate con diossido di uranio sono state utilizzate per esperimenti di ciclovoltammetria e di impedenza in corrente alternata, che offrono informazioni sul probabile comportamento del diossido di uranio rispetto al dilavamento.

### Interazioni del rivestimento del combustibile
Lo studio del ciclo del combustibile nucleare include lo studio del comportamento dei materiali nucleari sia in condizioni normali che in condizioni di incidente. Per esempio, è stato svolto molto lavoro su come il combustibile basato sul diossido di uranio interagisce con il tubo in lega di zirconio utilizzato per coprirlo. Durante l'uso, il combustibile si dilata a causa dell'espansione termica e successivamente inizia a reagire con la superficie della lega di zirconio, formando un nuovo strato che contiene sia il combustibile che lo zirconio (dal rivestimento). Quindi, sul lato del carburante di questo strato misto, vi è uno strato di combustibile che possiede un maggiore rapporto cesio/uranio rispetto alla maggior parte del combustibile. Questo perché come prodotti di fissione si formano isotopi dello xeno che diffondono all'esterno del reticolo del combustibile in spazi vuoti quali quelli presenti nella stretta distanza interposta tra il combustibile e il rivestimento. Dopo la diffusione in questi vuoti lo xeno decade a isotopi di cesio. A causa del gradiente termico che esiste nel combustibile durante l'utilizzo, i prodotti di fissione volatili tendono ad essere spinti dal centro del pellet verso l'area marginale. Il grafico riportato di seguito rappresenta la temperatura dell'uranio metallico, nitruro di uranio, carburo di uranio e diossido di uranio in funzione della distanza dal centro di un pellet dal diametro di 32 millimetri con una temperatura al bordo di 200 °C. Il diossido di uranio (indicato dalla linea rossa) a causa della sua scarsa conducibilità termica tende a surriscaldarsi al centro del pellet, mentre le altre forme dell'uranio con maggiore conducibilità termica restano al di sotto del loro punto di fusione.

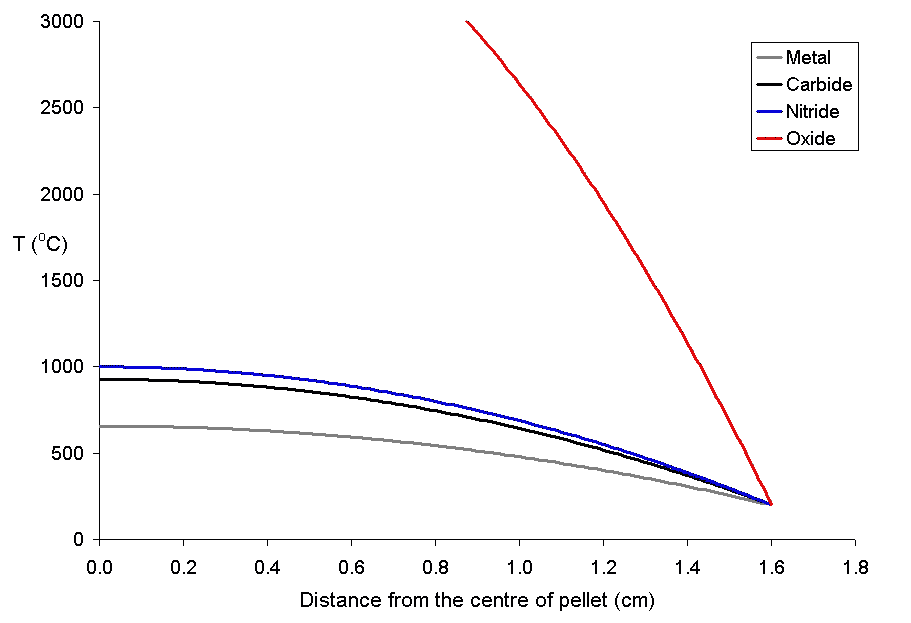
Profilo di temperatura per un pellet dal diametro di 32 mm con una densità di potenza di 250 W/m^{3}. I combustibili diversi dal diossido di uranio non risultano compromessi.

### Condizioni normali e anormali
La chimica nucleare associata al ciclo del combustibile nucleare può essere divisa in due principali aree: una riguarda il funzionamento nelle condizioni previste, mentre l'altra riguarda le condizioni di malfunzionamento dove sono avvenute alcune variazioni delle condizioni operative normali o (più raramente) si sta verificando un incidente.
I rilasci di radioattività durante il normale funzionamento consistono nei piccoli rilasci previsti durante la lavorazione del minerale di uranio, l'arricchimento, il funzionamento del reattore nucleare, degli impianti di riprocessamento e dai depositi delle scorie. Questi rilasci possono essere in forme chimico fisiche differenti rispetto ai rilasci che potrebbero verificarsi in condizioni di incidente. Inoltre il tipo di isotopi rilasciati durante un ipotetico incidente può essere molto differente rispetto alla normale emissione di radioattività nell'ambiente prevista in condizioni operative.
Solo perché un radioisotopo viene rilasciato ciò non significa che esso entrerà nell'organismo umano e quindi causerà danni. Per esempio, la migrazione di radioattività può essere alterata dal legame del radioisotopo alle superfici delle particelle del terreno. Per esempio il cesio si lega saldamente ai minerali argillosi come illite e montmorillonite e quindi resta negli strati superiori del terreno dove possono avervi accesso piante con radici poco profonde (come l'erba). Perciò l'erba e i funghi possono trasportare una considerevole quantità di 137Cs che può essere trasferito agli esseri umani attraverso la catena alimentare. Ma il 137Cs non è in grado di migrare velocemente attraverso la maggior parte dei suoli e quindi è improbabile che contamini le sorgenti di acqua. I colloidi dei minerali del terreno possono migrare attraverso il suolo, così il semplice legame di un metallo alle superfici delle particelle del terreno non fissa il metallo totalmente.
Il coefficiente di distribuzione Kd esprime il rapporto tra la radioattività del terreno (Bq/g) e la radioattività dell'acqua del suolo (Bq/mL). Se il radioisotopo è saldamente legato ai minerali nel terreno, allora la quantità di radioattività assorbita dal raccolto e dall'erba che cresce sul suolo sarà minore. Alcuni valori di Kd sono i seguenti:
- Cs-137 Kd = 1.000
- Pu-239 Kd = da 10.000 a 100.000
- Sr-90 Kd = da 80 a 150
- I-131 Kd = da 0,007 a 50

Una delle migliori contromisure contro il 137Cs nell'allevamento del bestiame consiste nel mescolare il suolo tramite aratura profonda del terreno. Ciò produce l'effetto di rendere irraggiungibile il 137Cs da parte delle radici poco profonde dell'erba, abbassando pertanto il livello di radioattività nell'erba. Anche dopo una guerra nucleare o un grave incidente la rimozione di pochi centimetri dello strato superiore di suolo e la sua sepoltura in una fossa poco profonda ridurrà la dose a lungo termine di raggi gamma a cui sono esposti gli esseri umani a causa del 137Cs, dato che i fotoni gamma saranno attenuati dal loro passaggio attraverso il terreno.
Anche dopo che l'elemento radioattivo giunge alle radici della pianta, il metallo può essere respinto dalla biochimica della pianta. Sono stati riportati i dettagli riguardanti l'introito di 90Sr e 137Cs nei girasoli in condizioni idroponiche. Il cesio è stato riscontrato nelle vene della foglia, nel gambo e nelle foglie apicali. È stato trovato che la pianta ha assimilato il 12% del cesio e il 20% dello stronzio. La stessa pubblicazione riporta inoltre l'effetto degli ioni potassio, ammonio e calcio sulla captazione dei radioisotopi.
Nell'allevamento del bestiame una contromisura importante contro il 137Cs consiste nel nutrire gli animali con una piccola quantità di blu di Prussia. Questo cianuro di ferro e potassio agisce come uno scambiatore ionico. Il cianuro è così saldamente legato al ferro tanto da risultare sicuro per un essere umano ingerire diversi grammi di blu di Prussia al giorno. Questo composto riduce l'emivita biologica (concetto differente rispetto all'emivita nucleare) del cesio. L'emivita fisica o nucleare di 137Cs è di circa 30 anni. Questa è una costante che non può essere modificata, ma l'emivita biologica non è una costante. Essa cambia a seconda della natura e abitudine dell'organismo per la quale viene espressa. Il cesio negli esseri umani possiede normalmente una emivita biologica compresa tra uno e quattro mesi. Un ulteriore vantaggio del blu di Prussia è che il cesio rimosso dagli escrementi degli animali è in una forma non disponibile alle piante. Quindi si previene il riciclo del cesio. La forma di blu di Prussia richiesto per il trattamento di esseri umani o animali è un grado speciale. Tentativi di utilizzare il pigmento usato per le vernici non hanno avuto successo. Una buona fonte di dati relativa al rilascio di cesio durante il fallout di Černobyl' è disponibile presso l'Istituto Ucraino di Radiologia Agraria.

#### Rilascio di radioattività dal combustibile durante l'uso normale e in caso di incidenti
L'Agenzia internazionale per l'energia atomica (IAEA) ritiene che durante il normale funzionamento il liquido di raffreddamento di un reattore ad acqua conterrà un certo livello di radioattività ma durante un incidente al reattore il livello di radioattività del liquido refrigerante può aumentare. L'IAEA afferma che sotto una serie di condizioni differenti possono essere rilasciate dal combustibile quantità differenti di radioattività dal nocciolo. Le quattro condizioni considerate dall'IAEA sono: il funzionamento normale, un picco di attività del liquido di raffreddamento dovuto a una improvvisa interruzione/perdita di pressione (il nocciolo resta coperto dall'acqua), un danno al rivestimento che provoca il rilascio di attività nello spazio tra il combustibile e il rivestimento (questo potrebbe essere dovuto al combustibile rimasto scoperto per la perdita di acqua per 15-30 minuti, con il rivestimento che raggiunge una temperatura di 650-1250 °C), la fusione del nocciolo (il combustibile dovrebbe rimanere scoperto per almeno 30 minuti e il rivestimento dovrebbe avere raggiunto una temperatura di 1650 °C).
Sulla base del presupposto che un reattore ad acqua pressurizzata contiene 300 tonnellate di acqua, e che l'attività del combustibile di un reattore da 1 GW è quella predetta dall'IAEA, allora è possibile prevedere l'attività del liquido refrigerante dopo un incidente come quello che si verificò nella centrale nucleare di Three Mile Island.

#### Rilasci dal riprocessamento in condizioni normali
È consuetudine lasciare fermo per un certo periodo di tempo il combustibile usato dopo l'irradiazione per consentire agli isotopi radiotossici di iodio a breve vita la loro eliminazione per decadimento. In un esperimento statunitense è stato riprocessato il combustibile fresco al quale non è stato permesso di decadere per valutare gli effetti di un grande rilascio di iodio dal riprocessamento del combustibile che ha subito un breve raffreddamento. Negli impianti di riprocessamento per prevenire l'emissione di iodio è prassi normale l'abbattimento dei gas provenienti dal dissolver. Oltre all'emissione di iodio vengono rilasciati dal combustibile gas nobili e trizio quando esso viene dissolto. È stata proposta la possibilità di recuperare la maggior parte del trizio dal combustibile attraverso la volossidazione (riscaldando il combustibile in un forno in condizioni ossidanti).
Una pubblicazione descrive la radioattività riscontrata nelle ostriche del mare d'Irlanda. Queste, attraverso la spettroscopia gamma, sono state trovate contenere isotopi 141Ce, 144Ce, 103Ru, 106Ru, 137Cs, 95Zr e 95Nb. Inoltre, è stato trovato un prodotto di attivazione dello zinco (65Zn) che si pensa sia dovuto alla corrosione del rivestimento del combustibile del Magnox negli stagni di raffreddamento. È probabile che i moderni rilasci di tutti questi isotopi da Sellafield sono più piccoli.

### Reattori sotto carico
Alcuni modelli di reattore, come gli RBMK o i CANDU, possono essere riforniti di combustibile senza la necessità di arrestarli. Ciò viene realizzato attraverso l'uso di molti piccoli tubi che contengono il combustibile e il liquido di raffreddamento, in contrasto con un grande vaso come quello utilizzato nel reattore ad acqua pressurizzata (PWR) o nel reattore ad acqua bollente (BWR). Ciascun tubo può essere singolarmente isolato e rifornito di combustibile attraverso una macchina di rifornimento controllata da un operatore, in genere a una velocità fino a 8 canali al giorno sui circa 400 nei reattori CANDU. Il rifornimento di combustibile sotto carico consente di trattare in modo continuo il problema del ricarico ottimale di combustibile, portando a un utilizzo più efficiente del combustibile. Questo aumento di efficienza è parzialmente controbilanciato dalla maggiore complessità dovuta alla presenza di centinaia di tubi sotto pressione e delle macchine di rifornimento al loro servizio.

## Back end

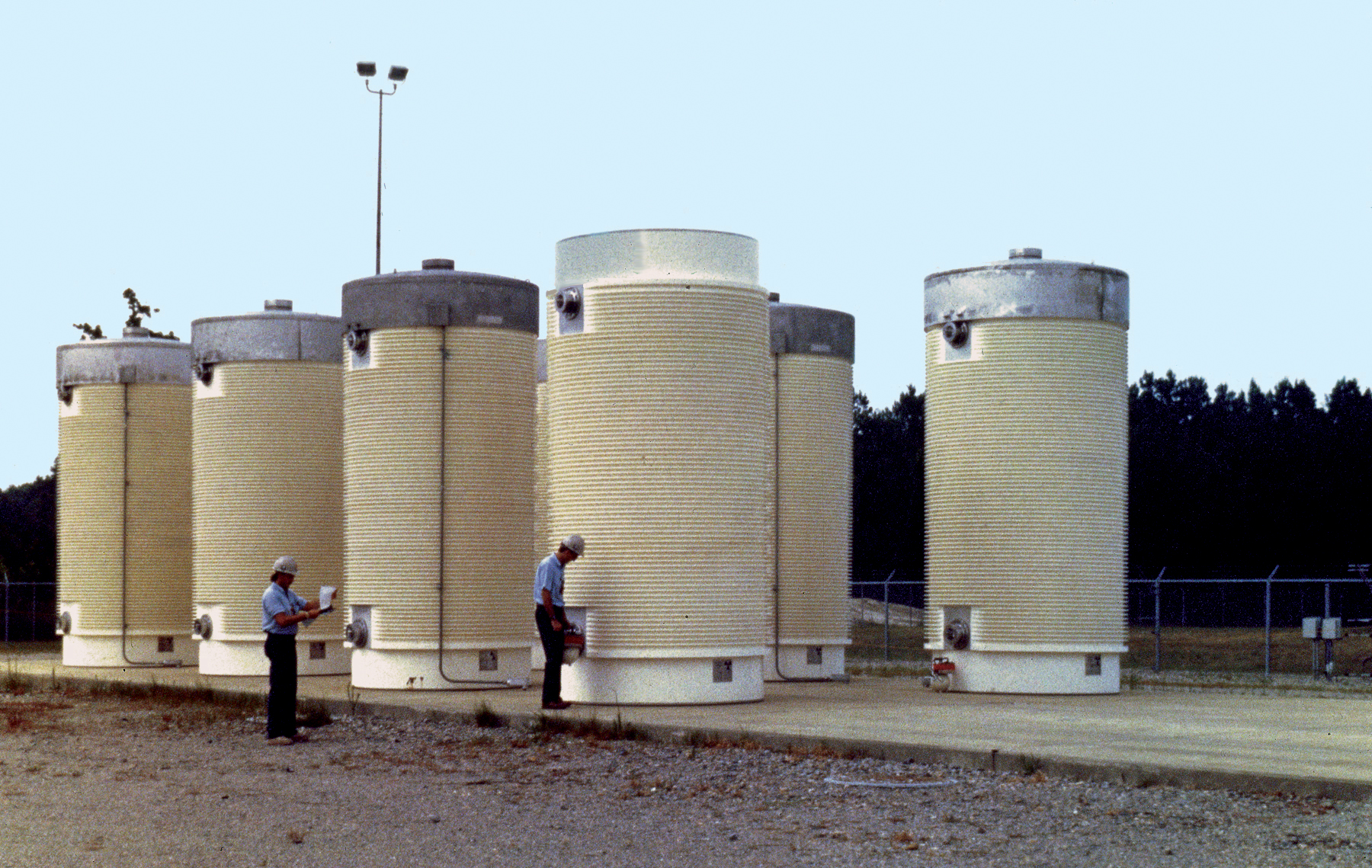
CASTOR per il deposito a secco

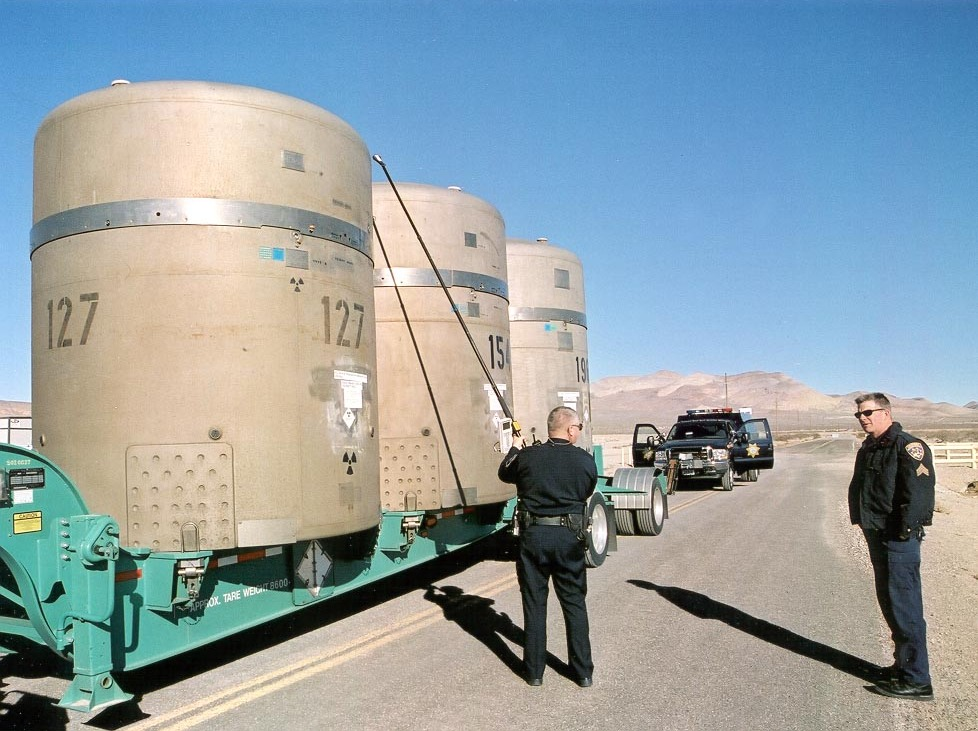
Grossi barili utilizzati per il trasporto del combustibile esausto e delle scorie

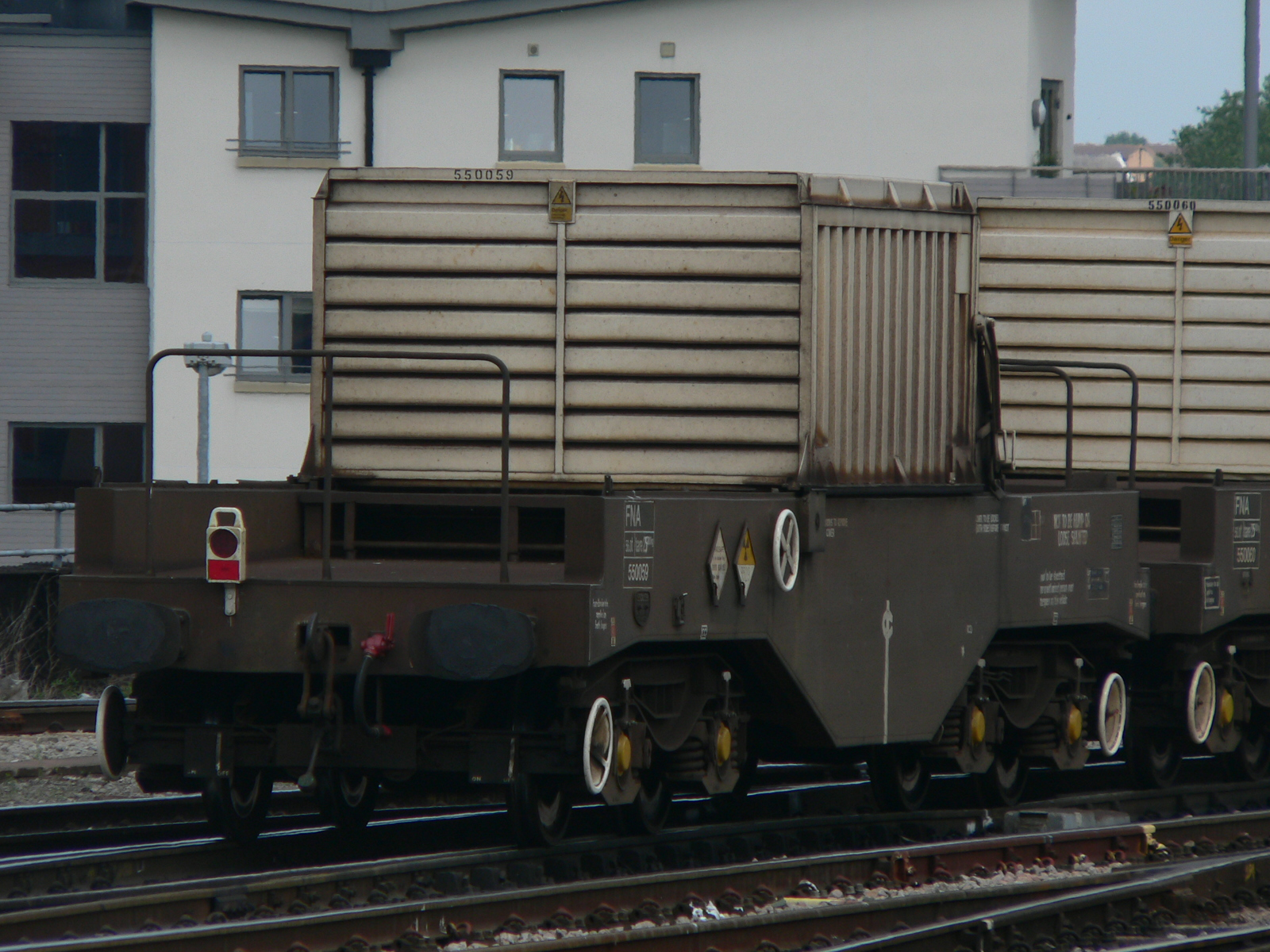
Vagone carico di nuclear flask

### Deposito provvisorio del combustibile esausto
Dopo il suo ciclo operativo, il reattore viene spento per il rifornimento. Il combustibile scaricato in quel momento, divenuto combustibile esausto, viene depositato sia al sito del reattore (comunemente in una piscina di disattivazione) o potenzialmente in una comune struttura lontana dai siti del reattore. Se la capacità di stoccaggio del deposito in piscina sul posto viene superata, può essere desiderabile depositare il carburante invecchiato adesso raffreddato in strutture di deposito a secco modulari conosciute come Independent Spent Fuel Storage Installations (ISFSI) al sito del reattore o in un impianto distante dal sito. Le barre di combustibile esausto sono solitamente depositate in acqua o acido borico, il che fornisce sia il raffreddamento (il combustibile esausto continua a generare calore di decadimento come risultato del decadimento radioattivo residuo) che lo schermaggio per proteggere l'ambiente dalla radiazione ionizzante residua, sebbene dopo un anno di raffreddamento le barre possono essere trasferite in un barile di deposito a secco (CASTOR, acronimo di cask for storage and transport of radioactive material).

### Trasporto del combustibile nucleare esausto
Il combustibile nucleare divenuto esausto dopo il suo utilizzo per la produzione di energia nucleare viene trasportato ai siti di smaltimento o di riprocessamento utilizzando appositi barili progettati per resistere sia nelle condizioni normali di trasporto che sia in caso di un ipotetico incidente. Un sistema alternativo di trasporto, particolarmente sfruttato nel Regno Unito, utilizza un contenitore di forma pressoché cubica (nuclear flask). Questi sistemi usati per il trasporto del combustibile esausto e delle scorie radioattive devono soddisfare rigorose direttive governative ed essere soggetti a test standard di verifica (sia simulati che pratici). Allo stesso modo direttive governative ad hoc ne regolano il trasporto su strada, ferrovia o via mare.

### Riprocessamento
Il combustibile esausto scaricato dai reattori contiene quantità apprezzabili di materiali fissili (U-235 e Pu-239), fertili (U-238), e altri materiali radioattivi, inclusi i veleni neutronici che rappresentano il motivo per cui si rende necessaria la rimozione del combustibile. Questi materiali fissili e quelli fertili possono essere separati chimicamente e recuperati dal combustibile esausto. L'uranio e il plutonio recuperati, se le condizioni economiche e istituzionali lo permettono, possono esseri riciclati per l'utilizzo come combustibile nucleare. Francia e Giappone sono tra le nazioni che attuano il riprocessamento, mentre gli Stati Uniti sono contrari a questa opzione temendo la proliferazione nucleare.
Il combustibile ossido misto (MOX) è una miscela di uranio e plutonio riciclati e uranio impoverito che si comporta in modo simile, sebbene non identicamente, all'uranio arricchito per il quale la maggior parte dei reattori nucleari sono stati progettati. Il combustibile MOX è un'alternativa all'uranio a basso arricchimento (LEU) utilizzato nei reattori ad acqua leggera che sono tra i predominanti nella generazione di energia nucleare. Il riprocessamento per il recupero dell'uranio è economicamente vantaggioso quando i prezzi dell'uranio sono elevati. Il riprocessamento del combustibile riduce inoltre il volume di rifiuti nucleari e la loro radiotossicità, consentendo la gestione separata dei componenti degli stessi rifiuti. Di contro, tra gli aspetti più critici figura il rischio del potenziale utilizzo del plutonio ricavato dal riprocessamento per destinazioni inerenti alla fabbricazione di bombe sporche o armi nucleari.
Il processo tecnologico maggiormente in uso per il riprocessamento del combustibile nucleare esausto è rappresentato dal PUREX, che consiste essenzialmente in una estrazione liquido-liquido.

### Smaltimento dei rifiuti

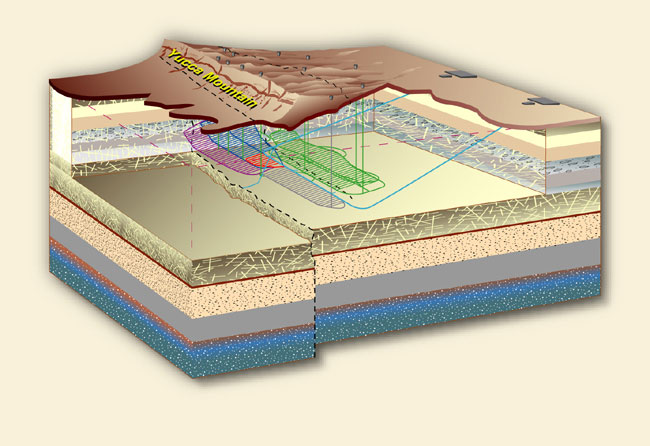
Schema di progetto del deposito geologico di Yucca Mountain, Stati Uniti.

Un problema attuale nel campo dell'energia nucleare consiste nello smaltimento e isolamento in condizioni di sicurezza del combustibile esausto derivante dai reattori o, se viene attuato il riprocessamento, dei rifiuti prodotti da tali impianti. Questi materiali devono essere isolati dalla biosfera finché la radioattività contenuta in essi diminuisce a un livello di sicurezza.
La composizione del combustibile nucleare esausto varia in funzione della tipologia e composizione originaria del combustibile stesso. I pericoli maggiori sono legati alla presenza di plutonio, attinidi minori, e alcuni prodotti di fissione a lunga vita. Più in dettaglio, considerando la composizione del combustibile esausto derivante da un reattore ad acqua pressurizzata standard dopo dieci anni di raffreddamento, si ricava la seguente composizione per 1 tonnellata di combustibile esausto:
- Uranio = 955,4 kg (95,5 %)
- Plutonio = 8,5 kg (0,85 %)
- Attinidi minori
  - Np-237 = 0,5 kg (0,05 %)
  - Am = 0,6 kg (0,06 %)
  - Cm = 0,02 kg (0,002 %)
- Prodotti di fissione a lunga vita
  - I-129 = 0,2 kg (0,02 %)
  - Zr-93 = 0,7 kg (0,07 %)
  - Cs-135 = 0,3 kg (0,03 %)
- Prodotti di fissione a breve vita
- Tc-99 = 0,8 kg (0,08 %); prodotto dal decadimendo del Molibdeno-99 ed utilizzato in radiodiagnostica come tracciante
- Cs-137 = 1 kg (0,1 %)
- Sr-90 = 0,7 kg (0,07 %)
  - Isotopi stabili
- Lantanidi = 10,1 kg (1 %)
- Altri isotopi stabili = 21,8 kg (2,2 %)

Le emivite degli isotopi appena elencati vanno dai 160.000 anni dell'uranio-233, alle migliaia di anni per i prodotti di fissione a lunga vita (con iodio-129 che possiede emivita di 16,7 milioni di anni), e alle decine di anni per i prodotti di fissione a breve vita.
Dopo essere stati sottoposti a raffreddamento per un periodo non inferiore ai 5 mesi e fino a una durata di diversi anni, tramite il deposito provvisorio descritto in precedenza, allo scopo di diminuire sensibilmente il livello di radioattività presente nel combustibile ancora caldo, gli scarti del combustibile esausto e le scorie radioattive vengono smaltiti attraverso il deposito in aree opportune. Queste aree di deposito, definite depositi geologici, consistono in profondi bunker sotterranei schermati per prevenire la fuoriuscita di radiazioni verso l'ambiente esterno. L'individuazione del sito ottimale per lo stoccaggio viene effettuata dopo l'esito positivo di studi e rilevazioni geologiche volte a garantire la sicurezza e la stabilità dell'intera area, oltre che ad escludere potenziali altri rischi ambientali come la possibile contaminazione di falde freatiche. I rifiuti nucleari sono stoccati in forma solida all'interno di adatti contenitori.
Alcuni reattori differenti da quelli ad acqua leggera, in particolare i reattori a sali fusi che utilizzano torio liquido come combustibile, sarebbero in grado di ridurre la quantità di rifiuto prodotto che durerebbe solo poche centinaia di anni (in confronto alle migliaia di anni dei rifiuti dovuti all'utilizzo di uranio). Piuttosto che essere sotterrati sarebbe anche possibile utilizzare i rifiuti nucleari per alimentare particolari reattori quali i reattori veloci integrali e una variante dei reattori a sale fuso.
È stato proposto un tipo di reattore, chiamato reattore a onda progressiva, che sarebbe in grado di essere alimentato dai rifiuti nucleari e di funzionare fino a 200 anni senza la necessità di alcun successivo rifornimento di combustibile.

## Cicli del combustibile

Ciclo del combustibile aperto

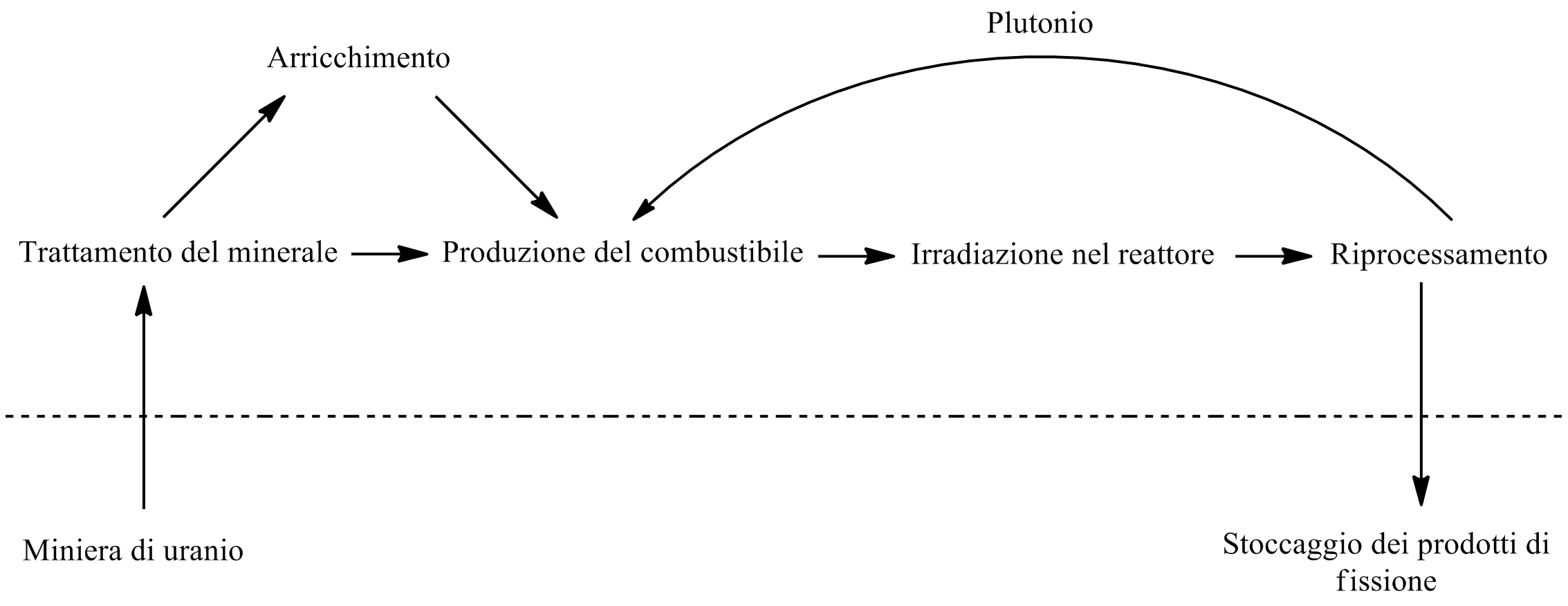
Ciclo del plutonio

### Ciclo del combustibile aperto
Non è un ciclo di per sé, il combustibile è usato una sola volta e poi inviato allo stoccaggio senza essere sottoposto a successivi trattamenti.
L'uranio combustibile è irradiato all'interno del reattore e conservato in deposito senza trattamento (a parte l'imballaggio). All'interno di questo ciclo il combustibile esausto è considerato un rifiuto finale. Notoriamente i reattori PWR, BWR e CANDU utilizzano questo ciclo.
Questo metodo è preferito da sei nazioni: Stati Uniti, Canada, Svezia, Finlandia, Spagna e Sudafrica. Alcune nazioni, in particolare Svezia e Canada, possiedono depositi progettati per permettere il futuro recupero di materiale nel caso in cui se ne presenti la necessità, mentre altri programmano il deposito permanente in depositi geologici profondi come nella Yucca Mountain negli Stati Uniti.

### Ciclo del plutonio
I prodotti di fissione, gli attinidi minori, i prodotti di attivazione, e l'uranio riprocessato vengono separati dal plutonio di grado reattore che può poi essere utilizzato per fabbricare il combustibile MOX. Poiché la quantità di isotopi del plutonio a massa pari non fissili aumenta ad ogni passaggio attraverso il ciclo, attualmente non esistono piani per il riutilizzo del plutonio derivante dal combustibile MOX usato per un terzo passaggio in un reattore a neutroni termici. Tuttavia, se i reattori veloci divenissero disponibili, essi sarebbero in grado di utilizzare questi isotopi come combustibile, o quasi tutti gli isotopi degli attinidi.
Tra le nazioni che fanno uso di questo ciclo figurano Belgio, Francia, Germania, Svizzera e Giappone.

### Riciclo degli attinidi minori
È stato proposto che, oltre all'uso del plutonio, si potrebbero utilizzare gli attinoidi minori per alimentare un reattore critico. Sono state già effettuate delle prove in cui l'americio è utilizzato come combustibile.
Un certo numero di modelli di reattori, come il reattore veloce integrale, sono stati progettati per questo ciclo del combustibile piuttosto differente. In linea di principio, dovrebbe essere possibile ricavare energia dalla fissione di qualsiasi nucleo di attinide. Con un'accurata progettazione del reattore, tutti gli attinidi nel combustibile possono essere consumati, lasciando solamente elementi più leggeri con brevi emivite. Mentre ciò è stato fatto in impianti prototipo, ancora nessun reattore di tale tipo è mai stato utilizzato su larga scala.
Tuttavia, tali progetti richiederebbero molto probabilmente dei metodi di riprocessamento remoto a causa dei composti emettitori di neutroni che vengono formati. Per esempio se il curio viene irradiato con neutroni esso formerà gli attinidi molto pesanti californio e fermio che subiscono fissione spontanea. Di conseguenza, l'emissione di neutroni dal combustibile esausto che conteneva curio sarà molto maggiore, ponendo potenzialmente un rischio per i lavoratori addetti al back end del ciclo a meno che tutto il riprocessamento non venga fatto in modo remoto. Questo potrebbe essere considerato uno svantaggio, ma d'altra parte rende anche più difficile la possibilità di rubare o utilizzare il materiale nucleare per scopi inerenti alla proliferazione nucleare.

### Ciclo del torio
Nel ciclo del torio il torio-232 assorbe un neutrone sia in un reattore veloce che in uno termico. Il torio-232 decade con decadimento beta formando protoattinio-233 e quindi uranio-233, il quale a sua volta è utilizzato come combustibile. Quindi, similmente all'uranio-238, il torio-232 è un materiale fertile.
Dopo avere alimentato inizialmente il reattore con l'uranio-233 esistente o qualche altro materiale fissile come l'uranio-235 o il plutonio-239, può essere creato un ciclo di alimentazione simile ma più efficiente rispetto a quello con uranio-238 e plutonio. Il torio-232 assorbe un neutrone diventando torio-233, il quale decade rapidamente a protoattinio-233. Il protoattinio-233 a sua volta decade a uranio-233 con emivita di 27 giorni. In alcuni modelli di reattore a sali fusi, il protoattinio-233 viene estratto e protetto dai neutroni (che potrebbero trasformarlo in protoattinio-234 e successivamente in uranio-234), finché non è decaduto a uranio-233. Ciò viene fatto per migliorare il rapporto di alimentazione che è basso in confronto ai reattori veloci.
Il torio è almeno 4-5 volte più abbondante in natura rispetto a tutto l'insieme degli isotopi dell'uranio. Il torio è abbastanza uniformemente distribuito sulla Terra con molte nazioni che ne possiedono enormi rifornimenti, con la preparazione del relativo combustibile che non richiede difficoltosi e costosi processi di arricchimento. Il ciclo del torio crea principalmente uranio-233 contaminato con uranio-232, il quale lo rende più difficoltoso da utilizzare in una normale arma nucleare preassemblata che è stabile su lunghi periodi di tempo (sfortunatamente gli svantaggi sono molto minori per le armi di uso immediato o dove l'assemblaggio finale avviene appena prima il momento dell'uso). Nei reattori a sali fusi e in altri modelli di reattori autofertilizzanti è possibile eliminare almeno la porzione transuranica.
Uno dei primi sforzi fatti per utilizzare il ciclo del torio ha avuto luogo presso l'Oak Ridge National Laboratory durante gli anni 1960. Venne costruito un reattore sperimentale a sali fusi per studiare la fattibilità di un tale approccio, utilizzando fluoruro di torio allo stato liquido, eliminando così la necessità di fabbricare elementi combustibili. Questo sforzo culminò in un esperimento in cui venne utilizzato torio-232 come materiale fertile e uranio-233 come materiale fissile. A causa della mancanza di fondi, questo programma cessò nel 1976.